# 업프런트에그
업프런트에그(アップフロントエッグ)는 업프런트 프로모션(구.업프런트 에이전시)를 중심해 업프런트 그룹에 소속해 배우, 탤런트를 목표하는 연수생이다. 또는, 헬로! 프로젝트에 데뷔로 목표하는 연수생은 하로프로에그(ハロプロエッグ)에 포함된다.

## 멤버

### 전 멤버
- 노토 아리사

2009년 9월 23일 가입. 같은 날 하로프로에그를 졸업. 후에 소속사 스타일 큐브에 이적으로 사실상의 탈퇴.
- 사노 카오리

2008년 12월 가입. 후에 소속사에 이탈.

## 같이 보기
- 하로프로연수생 (구.하로프로에그)